# フェア・ディール
フェア・ディール（Fair Deal：「公正な扱い」の意）は、ハリー・S・トルーマン米国大統領が1949年1月の一般教書にてアメリカ合衆国議会に示した、一連の提案に与えられた名称である。しかしこの語は、1945年から1953年まで米国を統治したトルーマン政権の国内改革課題を説明する際にも用いられた。これは米国近代自由主義の歴史における新たな段階をなすものであったが、議会の多数派は保守連合であったため、共和党の支持なくして諸法案は成立しなかった。リチャード・ニュースタットが結論したように、最も重要な提案は教育支援、国民健康保険、公正雇用慣行委員会 (FEPC) 、タフト＝ハートリー法廃止であった。これらはいずれも長期にわたる議論の果てに否決された。それでも、雑多で異論の少ない（だが重要な）項目は可決され、リベラル派は若干の成果を挙げることに成功した。

## 哲学
中西部の人民党の流れを汲むリベラルな民主党員であったトルーマンは、ニュー・ディールの遺産を継続すると共に、フランクリン・ローズヴェルトの提案した経済権利章典を実現することを決意し、その一方で、社会政策で実績を作ろうとした。
アロンゾ・ハンビー (Alonzo L. Hamby) は次のように主張した。フェア・ディールは全体主義を拒絶した自由主義への「生命中枢」アプローチを反映しており、政府権力を過度に集中させることには懐疑的で、民主社会主義社会の実現に向けた取り組みとしてニュー・ディールを高く評価していると。フェア・ディールは、広汎な社会立法を支持するニュー・ディールの伝統を確固たる基礎としてはいたが、独自の存在意義を持っていた。世界恐慌が戦後再び襲来することはなかったが、フェア・ディールは繁栄や楽観的未来と格闘せねばならなかった。フェア・ディーラーたちは、恐慌を減らすことよりも豊かさについて考えた。経済学者レオン・カイザーリングは自由主義の責務について、経済成長を刺激して豊かさの恩恵を社会全体に拡大することであると主張した。チャールズ・F・ブラナン農務長官は、収量増加の恩恵を放って、都市と農村の民主的連合を発展させようとした。しかしブラナン・プランは議会保守派の強硬な反対によって、またブラナンが、都市労働者と農村の反乱を信じない農場主とが結束できると妄信したことによって、挫折した。朝鮮戦争の結果、国家支出の優先順位は軍事費に与えられ、ほぼ全てのフェア・ディールが葬られたが、経済成長の追求に繋がった。

## 21か条
1945年9月、トルーマンは議会で演説し、経済発展と社会福祉の分野に関する一連の行動案をまとめた、国内立法の21か条計画を提示した。トルーマンが議会に提示した措置は、以下の通り。
1. 失業給付制度の適用範囲と妥当性の大幅な改善。
2. 適用範囲の拡大と、最低賃金の大幅な増加。
3. 平時経済への移行に際して生活費を抑えるための、価格統制の維持拡大。
4. 戦時機関と戦時規制を撤廃する法案（立法に際する困難を考慮した）の起草に向けた現実的方策。
5. 完全雇用を保証する法律の制定。
6. 公正雇用慣行委員会 (FEPC) を常設組織とする法律の制定。
7. 健全な労使関係の維持。
8. 復員兵に職を提供するための、合衆国雇用局の拡充。
9. 農家向け援助の拡大。
10. 自発的入隊の資格に関する規制の撤廃と、軍の志願兵徴募数増加に対する許可。
11. 広汎かつ包括的な住宅法の制定。
12. 連邦研究機関の設立。
13. 大規模な税制改正。
14. 剰余資産の処分の奨励。
15. 中小企業に対する、より高い水準の支援。
16. 復員兵に対する連邦政府からの財政援助の拡充。
17. 公共事業の大幅な拡大、天然資源の保全と確立。
18. 戦後復興の奨励と、武器貸与法の義務の終結。
19. 連邦政府全職員――行政、立法、司法に携わる――を対象とする、適切な賃金表の導入。
20. 終戦後の米国が有する多数の余剰船舶の処分に関する先行き不安を排除するための、船舶の売却促進。
21. 国防上の必要性を満たす上で不可欠な、備蓄物資を取得・保持するための法律の制定。

トルーマンは、法案を議会に送らなかった。議会が法案を起草するものと期待していたのである。しかし、これらの改革案の多くは、保守派が多数を占める議会の反対に遭い、実現しなかった。こうした挫折にもかかわらず、トルーマンは在任中にますます多くの提案を議会に提示し、1948年にはより包括的な法案を打ち出したが、のちにこれが「フェア・ディール」として知られるようになる。1949年1月5日に議会に対して行った1949年の一般教書演説の中で、トルーマンは「我が国の各地域住民や各個人には、公正な扱いを政府に期待する権利がある」と述べた。提案された措置の中には、次のようなものが含まれていた。教育への政府援助、低所得者向けの大幅減税、人頭税の廃止、反リンチ法、FEPCの常設組織化、農場援助計画、公共住宅の増加、出入国管理法案、新たなTVA型公共事業、福祉省の新設、タフト＝ハートリー法の廃止、最低賃金の増額（1時間当たり40セントから75セントへ）、国民健康保険、社会保障の適用範囲拡大、40億ドルの増税（国債残高を削減すると共に、これらの計画に融資するため）。
立法上の出来不出来は様々であったが、フェア・ディールは民主党の旗印として国民健康保険を求める際に重要性を保ち続けた。リンドン・B・ジョンソンは、トルーマンの未完の計画の有効性を信じており、この計画は、ジョンソンが1960年代に立法化を成し遂げたメディケアのような「偉大な社会」政策に影響を与えた。フェア・ディールは、連邦政府の役割減少を望む多くの保守政治家から、多くの反対を受けた。一連の国内改革は、米国を戦時経済から平時経済へと変える大きな圧力となった。戦後復興と冷戦期への突入を背景にして、フェア・ディールはフランクリン・ローズヴェルト大統領が実施したニュー・ディール政策のリベラルな伝統を維持拡大しようとした。この第二次世界大戦後、世界恐慌前以来の繁栄を予期していた米国民は、より保守的になっていた。フェア・ディールは、保守的な共和党員や主に南部の保守的な民主党員の連合による反対に直面した。しかし、強硬な反対にもかかわらず、トルーマンの政策課題の一部は議会の承認を得た。例えば、1949年全国住宅法のもとに共和党のロバート・A・タフトが共同提案した公共住宅助成金である。同法は、スラム撤去と低所得者向け住宅81万戸の建設に対し、6年間にわたって資金を供給した。
トルーマンはフェア・ディール計画を実行できなかったが、1940年代後半から1950年代前半にかけて、多くの社会的・経済的進展が起こった。国勢調査報告書が確認したところによると、トルーマン政権下の住宅、教育、生活水準、及び収入は米国史上類のない増加を示した。1953年には失業者がほとんどいなくなり、職に就いている国民の数は6,200万人にのぼった（7年間で1,100万人の増加）。農業収入や配当収入、企業収益は最高を記録し、保険の掛かった銀行の倒産は9年近くの間なかった。社会保障の給付は倍増し、最低賃金も増額された。GI法の結果、トルーマン政権終了時までに800万人の復員兵が大学に通った。同法は、企業、職業訓練、教育、及び多数の帰還兵向けの住宅に対し、補助金を支給した。
これまでも政府の計画によって多数の住宅に対する融資がなされてきたが、その発端はスラムの一掃であった。貧困も大幅に減少した。ある推計が示すところによると、米国民に占める貧困層の割合は、1949年時点では人口の33%であったが、1952年には28%にまで減少した。所得は物価よりも速く上昇した。このことは、実際の生活水準が7年前よりもかなり高いことを意味していた。公民権の分野でも進展があり、中央省庁と軍における人種差別が撤廃されると共に、合衆国公民権委員会が設置された。実際、ある歴史家によると、トルーマンは「公民権問題に関する米国の良心を呼び覚ますべく、リンカン以来のどの大統領よりも尽力した」。

## 立法及び計画
注： 以下の一覧は、トルーマン政権による改革案だけでなく、各議員による改革案をも含む。後者を含めたのは、これらの改革（共和党が一部主導した水質汚濁防止法など）の進歩的性質がフェア・ディールのリベラリズムと親和性を持っていたと論じ得るためである。

### 公民権運動
上院議員時代のトルーマンは、高まりつつある公民権運動をあまり支持していなかった。しかし、1つの事件が彼を本格的に公民権計画を推進する事になる。1946年7月25日にジョージア州で起きたムアーズフォード橋のリンチである。その事件は白人の群衆がアフリカ系アメリカ人二組のカップルが乗った車を待ち伏せし、車から引きずり下ろし射殺した事件だ。トルーマンはこの事件をきっかけに 大統領公民権委員会を設置した。また1947年、全米有色人種地位向上協会 (NAACP) に対する演説（現職大統領が初めて同協会に向けて演説したことを、同協会は歓迎した）の中で、トルーマンは次のように述べた。「まともな住宅を持つ権利、教育を受ける権利、満足な治療を受ける権利、価値ある仕事に就く権利、投票を通じた公的な意思決定に対する平等な機会を持つ権利、公正な法廷で公正な裁判を受ける権利を、あらゆる人が持たねばならない」。また、その前年の1946年7月15日には､日系人のみで編成された第442連隊戦闘団を視察し､「諸君は敵のみならず、偏見とも闘い勝利した。」と彼らを讃えた。
大統領時代の彼は、10箇条からなる公民権法案を議会に提出するなど、多数の公民権計画を提唱したが、これらは南部民主党員による頑強な抵抗に遭い、法案はことごとく葬られた。しかし彼は、米軍（人種差別的慣習を有する組織との政府協定を拒絶した）内の差別を終わらせるために大統領令を行使した。また、アフリカ系アメリカ人を連邦職員に任命した。1949年住宅法の無差別規定を除き、トルーマンは公民権の拡大を実現するために、行政命令や連邦裁判所に頼らざるを得なかった。フィリップ・ヴォーンの主張によれば、公民権の立法化を議会に訴え続けることによって、トルーマンは長く認められてきた人種隔離と差別を覆し、人種統合を倫理基準として確立した。

### 保健
国民健康保険の主要計画は、激論の末に廃案となった。
- 軽度な医療と歯科診療を職員に提供することを連邦機関に許可する法案が成立した（1945年）[20]。
- 全米精神衛生法（英語版）（1946年）は、精神衛生研究と治療計画に対する政府の支援を承認した[21]。
- 水質汚濁防止法（1948年）は、水質汚染者を告訴する権限を司法省に与える一方、下水処理システムと汚染研究のために資金を提供した[22]。
- 連邦殺虫剤・殺菌剤・殺鼠剤法（英語版）（1947年）は、食糧生産における農薬の使用に関する規則を導入した[23]。
- ヒル＝バートン法（病院調査建設法）（1946年）は、病院施設の近代化と病院建設のための、政府による財政援助計画を確立した。同計画は地方病院に国家標準と融資をもたらし、50年代から60年代にかけて全米の医療水準を向上させた[24]。同法は財政援助を必要とする中堅自治体を支持する一方で、貧困な自治体にも政府資金を投入し、病院の水準や、良質な医療を受ける公平な機会を向上させた。同計画は、政府資金による支援を受ける病院に対し、無保険の国民に救急医療を提供することや、貧しい国民に相当量の医療を無料または安価で提供することを求めた[25]。
- 1949年の病院調査建設修正法は、提供可能な政府資金を増額し、病院建設における政府の負担割合を3分の2にまで引き上げた。これらの改正の結果、貧困な自治体が1946年のヒル＝バートン法の恩恵を受けることが可能になった[26]。
- 低所得者を看護する医療機関へ資金を支出する計画が策定された（1950年）[27]。
- 病院サービスの調整・利用・発展に関する研究と実証実験に対する資金提供が認可された[26]。
- 癌撲滅のための、州に対する補助金が導入された（1947年）[28]。
- 包括的医学研究法（1950年）は、神経疾患・失明研究所の設立を認可すると共に、実験生物学・医療研究所を遥かに大規模な組織である関節炎・代謝性疾患研究所へと改組することを認可した。さらに同法は公衆衛生局長官に対し、必要に応じて研究所を新設する権限や、「他の疾病や疾病群に関する研究や研修を実施・支援する」権限を与えた[29]。
- 合衆国原子力委員会（英語版）は原子力研究と癌治療との関連性を調査するよう議会から指示を受け、この目的のために約500万ドルの提供を受けた（1950年）[29]。
- 臨床・実験研究センターが設立された（1947年）[28]。
- 1948会計年度歳出法の調査建設規定は、「用地取得及び計画・仕様・図面の準備のために、また総合医学研究に供する上で必要な研究棟、600床の臨床研究病院、及び関連付属棟……のために」資金を提供した[30]。
- 全国心臓法（1948年）は国立心臓研究所に対し、研究の支援・実施・促進、訓練の提供、心臓病の診断・予防・治療に関する州への支援の権限を与えた[31]。
- 全国歯学研究法（1948年）は国立歯科学研究所に対し、「歯学研究の実施・支援・促進、研修の実施、及び歯科疾患の予防と治療に関する州との協力」の権限を与えた[31]。
- 国立関節炎・代謝性疾患研究所が設立された（1950年）[31]。
- 国立神経疾患・失明研究所が設立された（1950年）[31]。

### 福祉
トルーマン政権下では、社会福祉制度分野で多くの改善がなされたが、主要目的の1つである社会保障の適用範囲の2,500万人拡大は実現しなかった。それでも、適用範囲は1,000万人拡大した。
- 連邦鉄道傷害保険計画が制定された（1946年）。
- 全身に永久的障害を持つ者に新たな国庫補助を提供するために、社会保障法が改正された（1950年）[33]。
- 1950年を通じて、社会保障分野で30以上の大きな改革がなされた。強制保険の適用対象が拡大され、プエルトリコとヴァージン諸島の居住者、連邦年金の適用対象とされてこなかった連邦職員、家事使用人、大部分の自営業者、及び農業労働者が対象に入った。国家公務員と地方公務員には、保険加入の選択権が与えられた。遺族給付は増加・拡張され、現在の受益者向けの社会保障給付は77.5%増と大幅に増加した。給付の累進性を増やすための変革もなされた[34]。もう1つの改正は、1940年9月から1947年7月までに果たされた兵役に対する全ての社会保障給付に向けた賃金クレジットを交付するものであった[35]。
- 児童扶養所帯援助制度計画が拡大され、介護者支援が盛り込まれた（1950年）[36]。
- 全身に永久的障害を持った要支援者向けの、また母子福祉サービス向けの公的支援を行う州に対する補助金が拡充・増額された[37]。
- ナチ政府による迫害の犠牲者が、難民法の対象に盛り込まれた[38]。
- 国内に受け入れた難民の数が40万人に倍増した（1950年）[31]。
- 公的支援による支出の政府負担分が増額された（1946年）[20]。
- 連邦失業保険税法 (FUTA) が1946年に改正され、失業保険計画の下で職員が寄付をした州は、これらの寄付金の一部もしくは全部を障害給付の支払いに充てることを認可された[35][39]。
- 社会保障法が1946年に改正され、退役後3年以内に死亡した第二次世界大戦の復員兵の扶養家族に対し、遺族給付がなされた。この改正は、第二次世界大戦の復員兵全員が社会保障の下で遺族保険に加入することを意図していた（たとえ彼らが社会保障の適用対象となる雇用の4分の1という必要数に達しなかったとしても）[35]。
- 連邦職員退職年金法が改正され、連邦職員の遺族に保障が提供された（1948年）[20]。
- 1930年連邦職員退職年金法が改正され（1945年）、政府機関を退職して軍隊に入った者に対しては、給付期間算定の際に退職控除が提供された[20]。
- 内国歳入法と社会保障法が改正された（1945年）。これにより、それまで連邦公務員退職年金法の適用対象とされず、退職保障を受けてこなかったバニヴィル電力局（英語版）の全職員にまで適用範囲が拡大された[31]。
- 鉄道失業保険法と改正鉄道退職年金法（1946年）は、鉄道従業員の毎月の遺族手当や疾病手当、育児手当を確立した。社会保障法も改正され、老齢・遺族保険計画の下で鉄道雇用の賃金を遺族給付に適用できるようにする規定が盛り込まれた[31]。
- 社会保障法が改正され（1946年）、州失業保険下の民間船員、一部の第二次世界大戦における復員兵の遺族向け老齢・遺族保険下の毎月の給付、及び戦時中に連邦に雇用された船員への一時的失業手当に適用範囲が広がった。各州の失業保険法に基づく従業員拠出を用いて、こうした資金を一時的障害保険給付に支出するための許可が各州に与えられた。特定期間の公的扶助支出に占める政府の割合も増加し、ヴァージン諸島に対するこれらの計画の延長だけでなく、母子保健と児童福祉に対しても、さらなる補助金が用意された[31]。
- 高齢者支援給付の際に看護収入と農業収入を無視し得る期間を、1949年7月まで延長する法案が可決された（1947年）[31]。
- 一部の高齢の被支援者が、1949年7月まで、病人の看護を続けたり、農業賃金のために（その賃金によって補助金の打ち切りを受けることなく）働き続けたりできるような法律が可決された（1947年）[31]。
- 鉄道退職年金法が改正され、一部の遺族・退職給付が増額された（1948年）[31]。
- 鉄道年金を20%増加させ、職員に対する税金を減らす法律が可決された（1948年）[31]。
- 港湾労働者補償法の下で支払われる給付金を一部増額する法律が可決された（1948年）[31]。
- 肢体不自由児の緊急の必要性を満たすために、社会保障法の下で承認される資金及び連邦社会保障庁の1949会計年度予算を増額する法律が承認された（1949年）[31]。
- 社会保障の給付増加が認可された（1948年）[40]。
- インディアンのナヴァホ族とホピ族の権利回復を促す法律が承認された（1950年）。これには、公的扶助支出に占める政府の割合を増加させることが含まれていた[33]。
- 1950年社会保障法は、福祉給付金を増額し[41]、社会保障の適用範囲を高齢者にまで拡大し、最低賃金を引き上げた。これらの給付は、中流階級と労働者階級の国民に訴求した[42]。農業従事者、国内の被雇用者、及び農家以外の自営業者は、社会保障高齢者保険年金計画の下で初めて適用範囲に入った[27]。これらの改革により、社会保障の対象者は1,050万人増加した[43]。ある歴史家によると、1950年の法は「当初の1935年の法と同様に重要であった」[10]。
- 1950年9月、被扶養者である夫、被扶養者である寡夫、子連れで65歳以下の妻、離婚した妻への給付が開始された[31]。
- 鉄道員の疾病・失業手当を30%から60%増額すると共に、鉄道員給与課税から資金を拠出するための法律が成立した（1952年）[31]。
- 社会保障法が改正され（1952年）、「国家公務員及び地方公務員の老齢給付及び遺族給付の適用範囲に関する協定を、各州政府が1951年1月1日まで遡及して締結できる期間」が1年延長された[31]。
- 連邦財産・行政サービス法（1949年）は、健康目的または教育目的のために非営利の教育機関または税による支援を受ける教育機関に剰余の政府資産を処分する権限を、連邦社会保障庁に与えた[40]。
- 1952年社会保障法は、老齢・遺族給付計画下で給付を増額し、兵役のための賃金控除の期間を1953年12月31日まで延長し、退職調査を自由化して退職調査を月額50ドルから75ドルに引き上げた。また同法は、2年間にわたって補助金交付から公的扶助支出に転換し、追加資金を各州が利用できるようにした[31]。
- 社会保障の適用範囲が農家にまで拡大された（1951年）[44]。
- 失業保険の適用範囲が拡大された[45]。
- 障害を持つ人々に援助を提供するための福祉計画である、完全永久障害者援助が導入された（1950年）[46]。
- 社会保障給付を引き上げる法案が可決された（1952年）[47]。引き上げ幅は12.5% [48]。

### 労働
フェア・ディールの中核たるタフト＝ハートリー法廃止は、議会通過に失敗した。デイヴィッド・プロッケは、「1950年代初頭において、タフト＝ハートリー法の廃止は、民主党にとって象徴的な基本声明であった」と述べている。
- 改正公正労働基準法は、最低賃金を1時間当たり75セントに設定した。
- 1946年雇用法は、「雇用・生産・購買力の最大化を促進するための」あらゆる実用的手段を行使するに際する、連邦政府の法的義務を明確化した。また同法は、「こうした経済計画のための機構の基礎的中核――大統領直属の経済諮問委員会、及び議会の経済報告に関する合同委員会」を設置した。雇用法の下で、法案成立以来20年間に、4度の景気後退（1948年-1949年、1953年-1954年、1957年-1958年、1960年-1961年）を抑えるため、連邦準備制度当局及び政府当局による迅速な措置が取られた。
- 物価上昇を制御するため、経済安定局（英語版）が再設置された（1946年）[50]。
- 連邦政府職員給与法（1946年）は、1923年等級法の適用を受ける大半の政府職員の基本給を14%増額した[51]。
- 1949年改正公正労働基準法は、「労働者の健康、効率性、全体的幸福を保証する」ための様々な規定を導入した[52]。
- 低所得者向けのわずかな減税が議会によって可決された[53]。
- 鉱山の安全確保を目的とした政府規制の初の規約が、議会によって承認された（1947年）[54]。
- 1952年連邦石炭鉱山保安法は、一部の地下炭鉱の年次検査のために制定され、違反通知及び緊急退避命令を発する権限など、限られた執行権限を持つ部局が同法に基づき創設された。同法には、安全規定違反に対する金銭的罰則規定こそなかったものの、検査官による鉱山資源立入りを拒否し、あるいは退避命令に違反した鉱山事業者に対する民事罰の判断ができるようになった[54]。
- 公正労働基準法の改正により、児童労働が最終的に禁止された（1949年）[55]。
- 連邦最低賃金の対象職員数が増加した[56]。
- 1948年司法及び司法手続法は、陪審義務の履行を理由に雇用者が正社員を威圧し、解雇し、解雇すると脅し、または強要することを禁止した[57]。
- マグワイア法（1952年）は公正取引関連諸法を強化し、製造業者が価格維持の対象を「契約への署名を拒否した」小売業者にまで拡げることを認めた[58]。

### 教育
ゲイリー・ドナルドソンによると、教育への大規模政府援助を求める主な提案は、「主に私立学校を補助対象とすべきか否かを巡って、すぐに停滞した」。
- 全国学校給食・牛乳法（1946年）は「米国の児童の健康と幸福」を守り、「農産物の消費を奨励する」ために、全米で学校給食計画を策定した[60]。同法により、私立学校と公立学校における非営利の牛乳と給食に対する農産物の寄付や政府の補助が提供された。同計画は、農村選挙区選出の保守議員の強い支持を得た[61]。
- ジョージ・バーデン法（1946年）は、政府の職業教育支援を拡大した[62]。
- フルブライト計画が立案された（1946年）。同計画は、「大学院生、教師、学者の交流を目指す、世界で最も大規模かつ最も尊敬される協同教育計画」の1つとなった[63]。
- 科学分野の教育と研究を支援すべく、国立科学財団が設立された[64]。
- 連邦過密地域支援計画（1950年）は、「多数の政府職員と非課税の政府資産が、公立学校在籍者の大幅増加または固定資産税収入の大幅減少を引き起こしている」学区への政府援助を認可した[61]。
- 寮を建設しようとする大学に対する長期低金利ローンが承認された（1950年）[65]。
- 朝鮮戦争の勃発後、地域の学校施設は戦時活動の中心を担ったが、軍人とその家族が押し寄せたことにより、資金やスペースの余裕がなくなった。こうした学校施設の経常費用や増築に対し、援助が提供された[66]。
- 公法第81号から815号に基づき、9,650万ドルが学校建設費に充てられた（1950年）[40]。
- 政府は、看護学生向けの奨学金やローンに資金を提供し、介護者の要望の高まりに応えるために、医科大学への援助を提供した[67]。
- 公法第81号から874号に基づき、2,300万ドルが学校運営費に充てられた（1950年）[40]。

### 住宅
トルーマン時代に、住宅供給分野における政府の役割は、保守系上院議員ロバート・A・タフトの支持を受けて成立した大改革（1949年住宅法）によって拡大した。
- 1949年住宅法は、フェア・ディールと保守系の有力上院議員タフトとの協調から生じた主な立法の成果であった[68]。これにより、80万戸の公営住宅を建設するために政府資金が配分された。
- 連邦住宅賃貸法（1947年）が可決され、都市部における新たな賃貸住宅の建設が奨励された[69]。
- 住宅賃貸法（1949年）により、政府の家賃統制権が拡大した[70]。
- 農業住宅局が設立され（1946年）、自力で農村住宅を建てる集団を支援すると共に、農村住宅の修理や建設のための補助や融資を行った[71]。
- 農家住宅のために提供される資金が増額された[72]。
- 連邦住宅局の抵当保険計画が自由化された。これにより、特別技術研究計画が承認されると共に、住宅への直接投資における最低利回りを保証する新計画が開始した[73]。
- 1950年住宅法は第二次世界大戦の復員兵の債務保証特権を拡大・自由化し、民間の住宅融資を受けられなかった復員兵のための直接融資計画を実施した。また同法は、協同住宅事業向け抵当保険計画、技術支援計画、及び低価格新農村住宅向け抵当保険の新計画を承認した[74]。
- 常設の全国住宅局が設立され（1947年）、連邦政府の主要な非農業住宅建設の職務における協調が保証された[73]。
- 家賃統制が拡張され（1951年）、それまで免除されてきた分野が規制対象となった[75]。
- スラムの一掃と都市の再生のために資金が提供された[10]。
- 農業住宅局の予算が増額された（1950年）[76]。

### 復員兵
復員兵の給付については特に論争も起こらず、左右両派からの支持を獲得。
- 復員兵緊急住宅法（1946年）は、復員兵向け住宅の建設を奨励した[77]。
- 復員兵関連諸法が改正され（1945年）、一部障害者に向けた年金の率が増した。これは1924年の改正第一次世界大戦復員軍人法下と同様の障害のために支払われる保険金と概ね同等である[31]。
- 復員兵再調整援助法（1952年）には、統一的政府方式に基づく復員兵向けの失業補償規定が盛り込まれた[31]。
- 復員兵の補償と年金の率を増加させる法律が承認された（1952年）[33]。
- 社会保障法第18章によって提供された船員向けの再転換と失業給付を1950年6月まで1年間延長する法律が署名された（1949年）[20]。
- 1945年から1949年にかけて、復員兵給付のために37億ドルが支出された[10]。
- 社会保障法が改正され（1952年）、1947年7月から1954年1月までの兵役における各月の社会保障給付に向けた賃金控除が認められた[35]。

### 農業
ディーンによれば、フェア・ディールの主要構想たる「ブラナン・プラン」がブラナン農務長官により提唱されたが、議会の承認を得られなかった。これは、トルーマンが議会に提案するのが余りに遅れたことで発案権を失ったためであり、また、彼が農村選挙区の有力議員と協議しなかったためである。別のアンダーソン法は、1949年に署名された。これはブラナン長官の計画よりも、共和党の支持した1948年農業法と多くの共通点を持っていた。
- 野生生物資源を保護するために、野生生物保護法が可決された（1946年）[79]。
- 農民商品金融公社憲章法（1948年）は、農業収入と価格とを安定化・支持・保護し、充分な供給の維持に貢献し、秩序ある商品分配を容易にした[44]。
- 農業法は、より柔軟な価格維持体制を導入した（1948年）[75]。
- 農業法は、価格支持を農産物維持価格の90％に維持した（1949年）[38]。また同法は、商品金融公社（CCC）による価格維持介入を通じて取得した一部の寄贈物資を、貧困層、インディアン局、及び学校給食計画に奉仕する地方の公共福祉団体に分配できるようにした。さらに同法はCCCに対し、「価格支持政策下で取得した食品の処理費、包装費、及び取扱費の追加分を負担し、受け手の販売店がそれらをより充分使用できるようにする」権限を付与した[80]。
- 災害貸付法（1949年）を制定し、自然災害による作物の深刻な損失を経験した農民を特別低金利ローンの対象とした[81]。
- 農村部の電話設備の拡大・向上に向けた融資計画が承認された（1949年）[82]。

### 政府による開拓・電化計画
トルーマンのフェア・ディール再生計画は、全国で作られる電力の公共分配の拡大を求めると共に、政府の水利計画によって土地所有者が灌漑をしてきた、多くの土地に対する制限を承認した。民間電力会社のロビー活動は、公益事業の拡大を妨げた。予算局と陸軍工兵隊との政治的な圧力と衝突により、開拓局は余剰土地法を施行できなかった。
- 農村電化や公共電力拡充が実施された[84]。
- 新たな保全計画が開始した[75]。
- テネシー川流域開発公社のための資金が著しく増加した[75]。
- 西部開拓のために資金が提供された[85]。
- 水力発電所のために資金が提供された[31]。
- 治水開発が拡大した[86]。
- 公共事業のために若干の資金が費やされた[10]。
- テネシー川流域開発公社と農村電化事業団の予算が増額された（1950年）[76]。
- 西部開拓局の水力発電、水管理、灌漑事業計画の資金が増加した。

## 関連書籍
- Donovan, Robert J. Conflict and Crisis: The Presidency of Harry S. Truman, 1945–1948 (1977); Tumultuous Years: 1949–1953 (1982) detailed 2-vol political history
- Hamby, Alonzo L. "The Vital Center, the Fair Deal, and the Quest for a Liberal Political Economy," American Historical Review, June 1972, Vol. 77 Issue 3, pp 653–78 online at JSTOR
- Hamby, Alonzo L. Man of the People: A Life of Harry S Truman (1995)